# Por quién doblan las campanas (película)
Por quién doblan las campanas (For Whom the Bell Tolls) es una película dirigida por Sam Wood en 1943 basada en la novela homónima de Ernest Hemingway que se desarrolla durante el transcurso de la guerra civil española. Protagonizada por Gary Cooper e Ingrid Bergman, fue un gran éxito de taquilla y tuvo nueve nominaciones a los Premios Óscar, incluida Mejor Película, obteniendo el de Mejor Actriz Secundaria en manos de Katina Paxinou.

## Argumento
Robert Jordan (Gary Cooper), apodado “El inglés”, es un norteamericano experto en demoliciones que apoya al bando republicano en la guerra civil española, con la Brigada Lincoln. Le encargan destruir un puente que constituye la principal arteria del ejército rebelde, tarea en la que le ayudan un grupo de combatientes entre los que se encuentran la joven idealista e inocente María (Ingrid Bergman), la temperamental Pilar (Katina Paxinou, ganadora del Oscar a mejor actriz de reparto) y su marido, el rudo Pablo (Akim Tamiroff).
Paralela a la peligrosa operación de guerra, se desarrolla la historia de amor entre los dos protagonistas que constituye una de las más grandes de la historia del cine.

## Producción
La dirección de la película había sido confiada a Cecil B. DeMille, que al parecer fue vetado por el propio autor de la novela, Ernest Hemingway. El guion de Dudley Nichols había sido mutilado, y aun cuando la Oficina Hays (que regía el código de autocensura de los estudios) había aprobado la frase de despedida que dirige Cooper a Bergman, "Yo soy tú y tú eres yo; tú eres todo lo que quedará de mí", el significado quedaba fuera del alcance del gran público. Ingrid Bergman resulta un poco incongruente, alta y rubia —en el papel de María— en principio dotado de cierta ingenuidad y que termina siendo poco más real que los ya de por sí endebles efectos especiales. Wood la somete a un bombardeo de sonrientes primeros planos como si se sintiera incapaz de manejarse con una actriz tan natural

## Influencia franquista
En 1942 durante la elaboración del guion de la película, los servicios diplomáticos españoles en Estados Unidos lograron que Hollywood variase el guion de la película en diversas escenas, según lo atestigua la correspondencia cruzada entre diplomáticos españoles. La película fue igualmente objeto de discusión entre el embajador español y el Subsecretario de Estado de Estados Unidos, solicitando el embajador español la paralización del proyecto. Es también ilustrativa la misiva del cónsul de España en San Francisco al embajador de España en Washington de 15 de junio de 1942, en la que el cónsul, después de exponer la dificultad de paralizar el proyecto de Paramount, dada la inversión ya realizada por la productora, manifiesta: "Muy útil me sería en mi trabajo si, leído el libro por V.E. o por persona de su confianza me hiciese las sugerencias que en su alto criterio estime oportunas, indicándome aquellos puntos que convenga defender y las escenas del libro que más interese suprimir o incluir, atenuar o acentuar. Dios guarde a V.E. muchos años."

## Éxito comercial
El filme fue un rotundo éxito comercial: lideró la lista de películas más taquilleras del año en Estados Unidos, fue visto por 9,7 millones de espectadores en Reino Unido y en Francia vendió otros 8,27 millones de entradas.

## Restauración
En 1998 salió en DVD una versión imperfectamente restaurada, pero con unas escenas que habían sido cortadas y no vistas durante 60 años.